# Brugse Metten

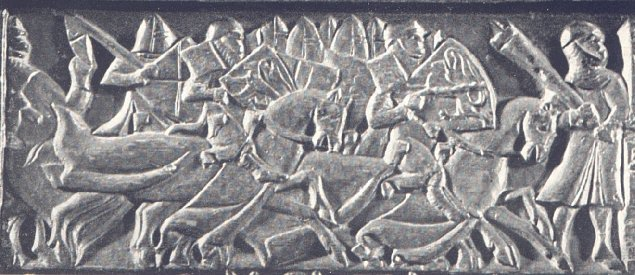
Linkerdeel van de scène: aankomst van Willem van Gulik en Gwijde van Namen in Brugge

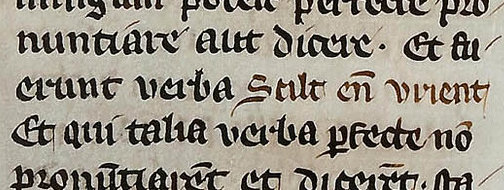
De woorden scilt eñ vrient in de 14e-eeuwse Tractatus tertius van Gilles Li Muisit

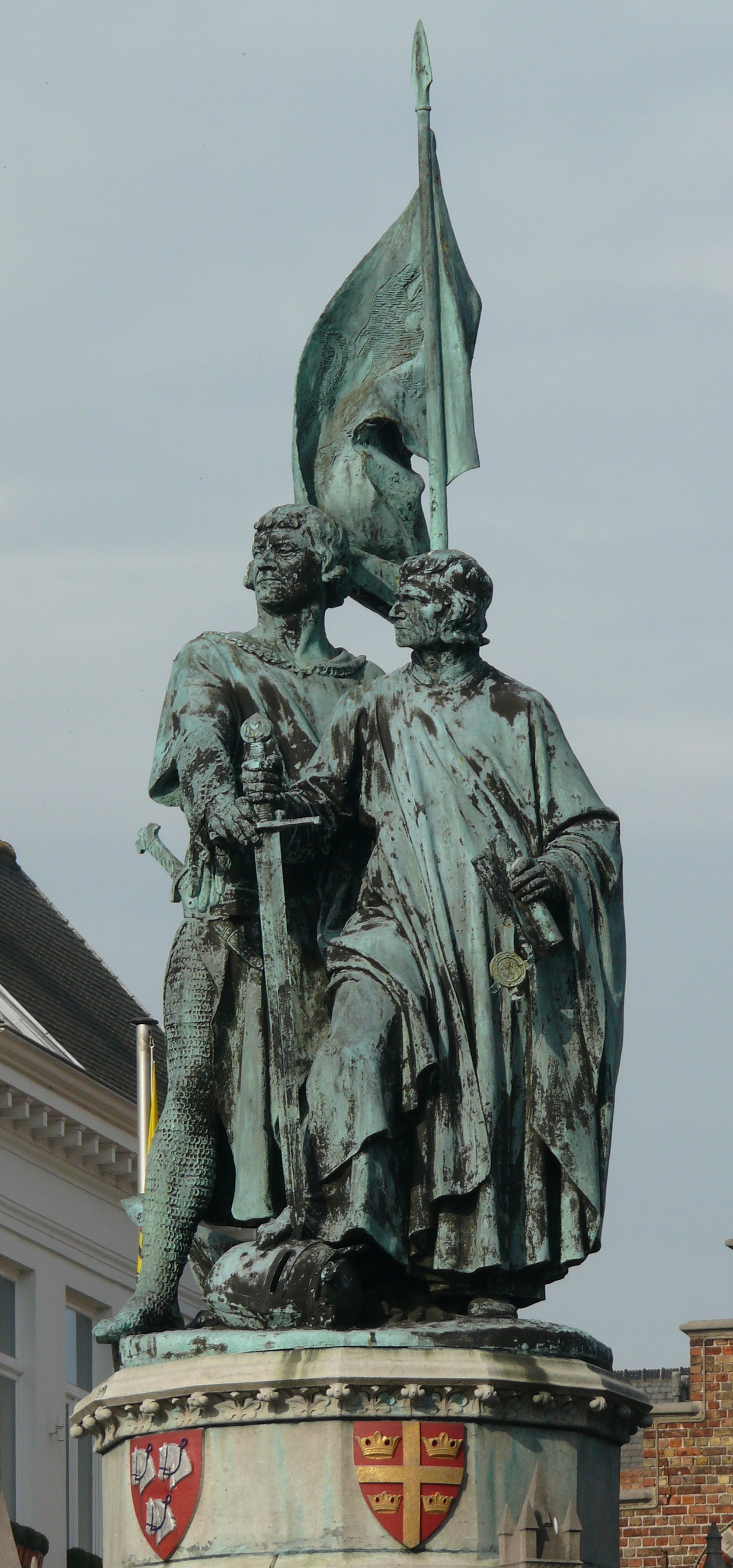
Standbeeld van Jan Breydel en Pieter de Coninck op de Grote Markt. De Brugse helden namen zelf niet deel aan de Metten.

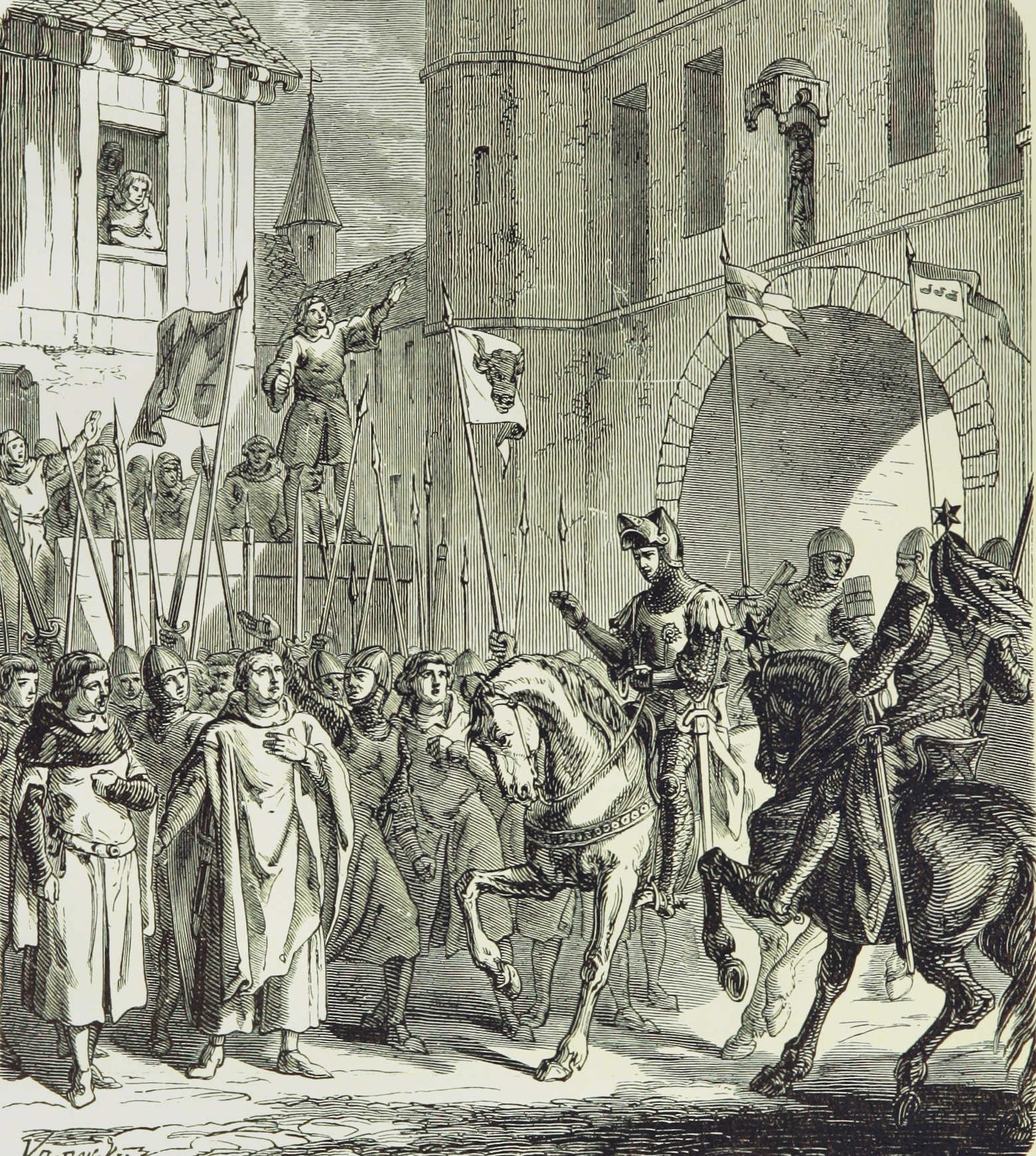
Willem van Gulik onthaald in Brugge (prent uit 1885)

Tijdens de Brugse Metten vermoordden Bruggelingen op 18 mei 1302 bij een nachtelijke verrassingsaanval een aantal leden van het Franse garnizoen in de stad Brugge. Jacob van Châtillon, landvoogd van de Franse koning die leenheer van het graafschap Vlaanderen was, had de stad kort tevoren bezet. Hij kon die nacht ternauwernood ontsnappen. Schrijvers van de  tijd zelf spraken van de Goeie Vrijdag van Brugge.

## Voorgeschiedenis
De Brugse Metten waren een episode in de Frans-Vlaamse Oorlog (1297-1305). Directe oorzaak van de oorlog was een feodaal conflict tussen de Franse koning Filips de Schone en zijn vazal, de Vlaamse graaf Gwijde van Dampierre. Deze strijd kwam voort uit het sociale conflict in de rijke steden tussen patriciaat en ambachten, dat sinds ongeveer 1280 bestond, met in de achtergrond nog andere conflicten (Brugge tegen Gent, de grote steden tegen de kleine en tegen het platteland). Uit deze complexe machtsstrijd groeiden allianties: de patriciërs in Gent en Brugge kozen de kant van de koning, de ambachten die van de graaf. Eigentijdse kronieken namen de heraldiek als referentiepunt en noemden de koningsgezinden 'leliaards' en graafgezinden 'liebaards'.
Gwijde van Dampierre zegde in 1297 zijn leenbanden ten aanzien van Filips de Schone op vanwege het ontbreken van fides. Filips stuurde zijn troepen naar Vlaanderen onder Karel van Valois en Raoul van Nesle. Pauselijke bemiddeling bracht een wapenstilstand, maar uiteindelijk bleek dat Gwijde zijn hand overspeeld had. In 1300, nadat hij de steun van koning Eduard I van Engeland verloor, werd hij verslagen en met zijn zoon en opvolger Robrecht van Bethune in gevangenschap afgevoerd (naar de kastelen van resp. Compiègne en Chinon). Filips de Schone annexeerde Kroon-Vlaanderen bij zijn kroondomein en stelde Jacob van Châtillon aan tot gouverneur ervan. Filips en Johanna hielden een reeks blijde inkomsten in hun nieuwe gebied (1301). In Gent had de koning een verbruiksbelasting laten afschaffen die zo onpopulair was dat ze 'ongeld' werd genoemd, maar in Brugge verboden de patriciërs het volk om een vergelijkbare aanvraag in te dienen. Toen na het vertrek van de koning bleek dat de patriciërs bovendien de rekening voor de dure feestelijkheden op het volk wilden afwentelen, braken op 4 juni onlusten uit. Ze waren gericht tegen het patriciaat en tegen gouverneur Châtillon, die met zijn eenzijdige steun aan het patriciaat voor verdere polarisering had gezorgd. De welbespraakte wever Pieter de Coninck vuurde de ambachtslieden aan, en ook de volder Jan Heem trad op de voorgrond. De opstand werd neergeslagen, maar luidde een jaar vol dramatische gebeurtenissen in (bevrijdingen, verbanningen, belegeringen). De ambachtslieden en de Dampierres (Willem van Gulik, Gwijde van Namen, Jan van Namen) konden het steeds beter met elkaar vinden. In maart 1302 slaagde de grafelijke partij erin controle over de stad te nemen. Ze stopten de afbraak van de stadswallen en probeerden een coalitie met de Gentenaars te vormen, die hen echter uiteindelijk afwezen. Ondertussen naderde het koninklijke leger de stad.

## Gebeurtenissen
Op 16 mei werd in Brugge afgeroepen dat al wie vreesde vervolgd te worden, de volgende dag vóór de middag moest vertrekken. Duizenden gaven hieraan gehoor. De volgende ochtend trok Châtillon met zijn troepen Brugge binnen, in het gezelschap van kanselier Pierre Flote. Zijn leger, onder maarschalk Wautiers de Sapignies, bestond uit 800 gepantserde ruiters, 300 kruisboogschutters en voetvolk. Ze werden ingekwartierd in herbergen verspreid over de stad. Châtillon had laten weten dat hij slechts de overvallers van het kasteel van Male wilde straffen, maar zou er nooit de kans toe krijgen. De liebaards hadden boden uitgezonden naar de gevluchten om een snelle tegenzet uit te voeren. Bij het aflossen van de nachtwacht rond zonsopgang, op vrijdag 18 mei 1302, drongen de vertrekkers Brugge binnen langs de gedempte grachten en de geslechte muurdelen. Ze voegden zich bij de liebaards binnen de muren in wat een gecoördineerde actie leek. Onder het roepen van Schild en vriend lichtten ze de koningsgezinden van hun bed. Ze maakten 120 doden (onder wie maarschalk Sapignies) en 85 gevangenen. Die laatsten brachten volgens de stadsrekeningen 55.000 pond losgeld op. Châtillon en Flote wisten te ontkomen en vluchtten naar het kasteel van Kortrijk. Daar kwamen ze twee maanden later om in de Guldensporenslag, waartoe de Brugse Metten de opmaat waren.
Enkele dagen na de Brugse Metten, op 23 mei, deden Pieter de Coninck en Willem van Gulik triomfantelijk hun intrede in Brugge. Twee weken voordien had de Coninck moeten vluchten naar Zeeland omdat hij met de dood werd bedreigd en de publieke opinie volledig tegen zich had. Lodewijk van Velthem beschrijft zijn terugkeer aldus:
| Doen quam in Peter die Coninc         | Toen kwam Pieter de Coninck terug      |
| metten andren die uut waren           | met anderen die vertrokken waren       |
| doe haer viande lagen in baren        | toen hun vijanden opgebaard lagen      |
| diese wilden hebben doen hangen       | die hen hadden willen doen hangen.     |
| Met groter bliscap waren si ontfangen | Met grote vreugde werden ze ontvangen. |
Het is dus onwaarschijnlijk dat Pieter de Coninck zelf deelnam aan de Brugse Metten, en ook Jan Breydel wordt in dit verband niet in de kronieken vermeld (enkel in Flandria Generosa C).

## Schild en vriend
De strijdkreet van de overvallers was een sjibbolet: de Fransen konden schild en vriend niet correct uitspreken en verraadden zich zo als vijand. De auteur van de Annales Gandenses stelt dat het uitspraakprobleem voor Fransen en Franssprekenden (Franci et Gallici) lag in de aspiratie op 'schild'. Bij Bernardus van Ieper lijkt het eerder te gaan om het toevoegen van een 'e'-klank voor de 'sk', wat beter aansluit bij de kennis van het Middelnederlands: Scilt ende vrient, wat walsch es valsch eyst, slach al doot zou vervormd zijn tot Estric en vrient, wat vat vallet fallet, clacke doot. Zijn versie, die varieert op een woord van Maerlant, lijkt een beetje lang voor een strijdkreet. Een derde bron ten slotte, Gilles Le Muisit, bevestigt dat het ging om de uitspraak van schild en vriend.
Een mondelinge en vele eeuwen later ontstane alternatieve verklaring poogt een en ander semantisch te duiden. Eerder dan schild en vriend zouden de opstandelingen in werkelijkheid gevraagd hebben wie er vriend was van de gilden (genitief: des gilden vriend, of 's gilden vriend). Dit is overbodige speculatie, die niet alleen de beste bronnen terzijde schuift, maar ook taalkundig niet klopt (de genitief van het vrouwelijke 'gilden' geeft 'der gilden vriend') en bovendien de rol van de gilden miskent (het woord sloeg in Brugge op de koopmansgilde, die partij koos tégen de ambachten).

## Nawerking
Vriend en vijand beseften dat de moordpartij tot meer oorlog zou leiden. Voor de Fransen waren de Metten verraad (hun intocht was onderhandeld met het stadsbestuur) en majesteitsschennis. Ze maakten het bestraffen ervan tot een centrale eis in de rest van de oorlog. Filips de Schone stuurde een leger onder leiding van zijn beste krijgsheer, Robert van Artesië, maar het werd op 11 juli 1302 verslagen in de Guldensporenslag. Pas in 1305, met het Verdrag van Athis-sur-Orge, slaagde de koning erin het opstandige gewest te straffen.
Volgens Lodewijk van Velthem, een eigentijdse Brabantse schrijver, noemden de Bruggelingen de gebeurtenis "Goede Vrijdag", al was Pasen reeds lang voorbij:
| Dese dach heet men binnen Brucge     | Deze dag noemt men in Brugge        |
| 'goet vridach' om dese daet          | 'Goede Vrijdag' wegens deze daad.   |
| Hieraf es comen menich quaet         | Hieruit kwam veel kwaad             |
| Daer worden verslagen inder stede    | Er werden in de stad gedood         |
| wel 24 baenroetse mede               | wel 24 banierheren (edelen) en      |
| ende ridderskinder ende serjande     | kinderen van ridders en sergeanten  |
| van Vranckrike, ende van andre lande | uit Frankrijk, en uit andere landen |
| menicheen daer ict tgetal            | waarvan ik het aantal               |
| niet wel af en can genoemen al.      | niet precies kan noemen             |
Pas veel later kregen ze de naam "Brugse Metten", naar analogie met de "Siciliaanse Vespers". In deze opstand hadden de Sicilianen het woord 'ceciri' gebruikt om de Fransen te herkennen.
Het standbeeld van Jan Breydel en Pieter de Coninck, gemaakt door Paul de Vigne en ingehuldigd in 1887, staat in het centrum van de Grote Markt in Brugge.

## Kronieken
- Annales Gandenses, 1308-1310
- Annales Lubicenses
- Lodewijk van Velthem, Spiegel historiael, boek IV, ca. 1313-1316
- Bernardus van Ieper, Genealogiae comitum Flandriae, ca. 1329
- Gilles Li Muisit, Tractatus tertius, ca. 1347-49
- Chronique Tournaisienne, boek II, ca. 1380

## Voetnoten
1. ↑  Lodewijk van Velthem, Spiegel historiael, Vijfde Partie, XVI, verzen 58-62
2. ↑  Karim van Overmeire, De Guldensporenslag. Het verhaal van een onmogelijke gebeurtenis, Uitgeverij Egmont, 2001, ISBN 90-805616-3-0
3. ↑  Committentesque cum eis, ipsos superant, et lugere et terga vertere compellunt, conclamantes sicut inter se ante dictam pugnam condixerant, duo vocabula, scilicet 'scutum' vel 'clipeus' et 'amicus', eo quod 'clipeus' in Flamingo cum aspiratione, quam Franci et Gallici sonare non possunt, et scribitur sic: 'scilt'. Statim autem ut illi, qui in villa remanserant, hoc intellexerunt, qui prius, aliqui ipsorum veraci, aliqui ficto favore et amore, Francis adheserunt, omnes uno corde ad suos contribules victores conversi, Francos tam vigilantes quam dormientes cum ipsis cedere ceperunt ac trucidare, conclamantes cum intrantibus: 'clipeus et amicus'.
4. ↑  Tractatus tertius, deel 6: Sed ordinaverunt quaedam verba in flamingo, quae nullus, nisi sciat flamingum, potest perfecte pronuntiare aut dicere, et fuerunt verba: scilt en vrient [in andere hand geschreven]; et qui talia verba perfecte non pronuntiarent et dicerent, statim sine dilatione caederentur.
5. ↑  Lodewijk van Velthem, Spiegel historiael, Vijfde Partie, XVI, verzen 40-46
6. ↑  F. Verbruggen, "De Goede Vrijdag van Brugge, 18 mei 1302", in: Het Brugs Ommeland, Brugge, 1977, nr. 2